# Cladosphaera cespitosa
Cladosphaera cespitosa — вид грибів, що належать до монотипового роду Cladosphaera.